# Бульвар Перова (станція метро)
Бульвар Перова — проєктована станція Подільсько-Вигурівської лінії Київського метрополітену. Згідно з проєктом буде розташована на Лівому березі Києва, на перетині Воскресенського проспекту і вулиці Сулеймана Стальського. Буде знаходитись між станціями Райдужна та Вулиця Стальського або Проспект Ватутіна.